# Rita Gam
Rita Gam (Pittsburgh, 2 april 1927 – Los Angeles, 22 maart 2016) was een Amerikaans actrice.

## Carrière
Haar carrière begon rond 1950 en in het begin speelde ze vooral in televisiereeksen. Haar eerste langspeelfilm was The Thief (1952) van Russell Rouse. Voor haar vertolking daarin werd ze genomineerd voor een Golden Globe als beste nieuwe actrice.
Onder haar voornaamste rollen zijn die van Sylvia in Annibale uit 1959 van Carlo Ludovico Bragaglia en Edgar G. Ulmer en die van Herodias in  King of Kings (1961) van Nicholas Ray.
Cecil B. DeMille bood haar een rol aan in The Ten Commandments (1956), maar toen hij haar interviewde zei ze dat ze niet gelovig was, waarop DeMille haar niet koos.
In 1962 kregen zij en Viveca Lindfors samen een zilveren beer voor beste actrice op de Berlinale, voor hun vertolking in No Exit van Tad Danielewski.
Ze speelde onder meer ook kleinere rollen in Klute (1971) van Alan J. Pakula en Shoot Out (1971) van Henry Hathaway.

## Persoonlijk
Rita Gam was een bruidsmeisje bij het huwelijk van Grace Kelly met Reinier III van Monaco.
Ze is zelf tweemaal gehuwd geweest. Beide eindigden in een echtscheiding. Eerst trouwde ze met Sidney Lumet (1949-1954), nadien met uitgever Thomas Henry Guinzburg, Jr. (1956-1963). Met deze laatste had ze twee kinderen. Dochter Kate Guinzburg was van 1990 tot 2000 partner van Michelle Pfeiffer in het productiehuis Via Rosa Productions. 
- Biblioteca Nacional de España: XX1003231
- Bibliothèque nationale de France: cb13948655t (data)
- CiNii: DA19091522
- Gemeinsame Normdatei: 143909134
- International Standard Name Identifier: 0000 0000 0303 0329
- Library of Congress Control Number: n86088746
- Nationale Bibliotheek van Israël: 987007379528005171
- Nationale Bibliotheek van Polen: a0000001617347
- Istituto Centrale per il Catalogo Unico: MODV292432
- SNAC: w6h73twm
- Système universitaire de documentation: 178898473
- Virtual International Authority File: 237622465
- WorldCat: E39PBJh8V9WCf8jBYj7Fy8Pfbd